# Éric Rochat (politicus)
Éric Rochat (Gland, 28 maart 1948) is een Zwitsers arts en politicus voor de Liberale Partij van Zwitserland (LPS/PLS) uit het kanton Vaud.

## Biografie
Éric Rochat is afkomstig uit L'Abbaye. Hij studeerde geneeskunde en werd huisarts.
Van 1990 tot 1995 zetelde hij in de Grote Raad van Vaud, waar hij ook fractieleider was van de liberalen. Van 1994 tot 1995 was hij ook gemeenteraadslid. Bij de federale parlementsverkiezingen van 1995 werd hij verkozen in de Kantonsraad. Hij volgde hierbij per 4 december 1995 zijn partijgenoot Hubert Reymond op, die sinds 1979 zetelde. Bij de volgende verkiezingen, die van 1999, werd Rochat evenwel nipt weggestemd ten voordele van zijn socialistische uitdager Michel Béguelin (SP/PS), met een verschil van slechts 50 stemmen. Daarmee kwam er op 5 december 1999 een einde aan zijn mandaat in de Kantonsraad. Rochat was tevens het laatste Vaudse Kantonsraadslid van de Liberale Partij van Zwitserland, die tien jaar later zou fuseren met de Vrijzinnig-Democratische Partij (FDP/PRD).
In het Zwitserse leger had hij de graad van soldaat.